# ЖВ-53
ЖВ-53 (рос. ЖВ-53) — печера в Архангельській області, на Біломорсько-Кулойському плато європейської півночі Росії. Карстова печера горизонтального типу простягання. Загальна протяжність — 1155 м. Глибина печери становить 10 м. Категорія складності проходження ходів печери — 2А.